# 高橋博之
高橋 博之（たかはし ひろゆき、1974年（昭和49年）7月31日 - ）は、日本の実業家、「株式会社雨風太陽」の代表取締役。

## 経歴
2006年（平成18年）に岩手県議会議員補欠選挙に無所属で立候補し、初当選。2011年（平成23年）9月に巨大防潮堤建設へ異を唱えて岩手県知事選挙に出馬するも次点で落選し、政界を引退した。2013年（平成25年）に“ 世なおしは、食なおし。" のコンセプトのもと、NPO法人東北開墾を立ち上げ、世界初の食べ物付き情報誌「東北食べる通信」を創刊し、編集長に就任した。2014年（平成26年）にはグッドデザイン金賞を受賞した。同年、一般社団法人「日本食べる通信リーグ」を創設し、同モデルを日本全国・台湾の50地域へ展開している。2016年（平成28年）、農家や漁師から直接旬の食材を購入できるスマホアプリ「ポケットマルシェ」を開始した。2022年（令和4年）、事業全体の運営会社名を「ポケットマルシェ」から「雨風太陽」に改称した。

## テレビ番組
- 日経スペシャル カンブリア宮殿 地方の絶品と生産者の"物語"を伝える！唯一無二！食べ物付き情報誌の全貌（2019年2月14日、テレビ東京）- 出演：日本食べる通信リーグ 代表理事 高橋博之[3]。
- 日経スペシャル カンブリア宮殿 テレ東経済WEEK グローバルの終焉、ローカルの覚醒（2022年11月10日、テレビ東京）- 出演：たねやグループ CEO 山本昌仁、雨風太陽 代表 高橋博之[4]。

## 書籍

### 著書
- 『だから、ぼくは農家をスターにする 「食べる通信」の挑戦』（2015年6月1日、CCCメディアハウス）ISBN 4484152126
- 『都市と地方をかきまぜる 「食べる通信」の奇跡』（2016年8月1日、光文社）ISBN 4334039367
- 『人口減少社会の未来学』（編集:内田樹、著者:池田清彦 井上智洋 小田嶋隆 姜尚中 高橋博之 ほか全11名）（2018年4月1日、文藝春秋）ISBN 4163908323 - 21世紀末、日本の人口が約半数になる⁉　この大きな変化に対して私たちは何をなすべきか。十一人の識者による未来の処方箋。
- 『共感資本社会を生きる 共感が「お金」になる時代の新しい生き方』（共著者:新井和宏）（2019年11月15日、ダイヤモンド社）ISBN 4478109338

### 監修
- 『人と食材と東北と つくると食べるをつなぐ物語『東北食べる通信』より』（監修:高橋博之）（2021年5月6日、オレンジページ）ISBN 9784865934267